# Sea Cliff (California)
Sea Cliff, oppure Seacliff, che tradotto letteralmente significa "scogliera", è una comunità non incorporata facente parte della Contea di Ventura. Fa parte dello Stato della California, negli Stati Uniti d'America. Si trova 14 chilometri a Nord-Ovest da Ventura. È situata sulla strada U.S. Route 101 e sulla California State Route 1.